# Röttenbach
Röttenbach là một thị xã thuộc huyện Erlangen-Höchstadt, trong bang Bayern, nước Đức. Đô thị Röttenbach có diện tích 7,75 km², dân số thời điểm 31 tháng 12 năm 2006 là 4895 người.